# Træna
Træna este o comună din provincia Nordland, Norvegia.